# Seminole (Alabama)
Seminole es una comunidad no incorporada en el condado de Baldwin, Alabama, Estados Unidos. Seminole se encuentra a lo largo de la ruta 90 a 14,4 millas (23,2 km) al este de Robertsdale.
En un episodio especial del programa Top Gear, la ciudad fue el lugar de un ataque a los presentadores principales por parte de residentes enojados por los lemas escritos en sus autos.

## Historia
La comunidad lleva el nombre de la tribu Semínola (Seminole). Una oficina de correos operó bajo el nombre de Seminole desde 1894 hasta 1967.